# Vița, Bistrița-Năsăud
Vița (în maghiară Vice, în germană Witzeldorf, Witzen, Witzau) este un sat în comuna Nușeni din județul Bistrița-Năsăud, Transilvania, România.

## Localizare
Localitatea este situată la 60 kilometri de Bistrița, 22 kilometri de Beclean, 110 kilometri de Cluj.

## Istoria
- Satul este atestat documentar în anul 1315, sub numele Wycze (Györffy II, 93).
- În 1332 este înființată prima Biserica Catolică din sat, primul preot numindu-se János .
- În 1772 la Biserica Catolică veneau și catolicii din satele vecine, tot în acest an apar conflicte între Biserica Reformată din sat și cea catolică. Astfel, populația satului a fost împărțită în două tabere, jumătate reformați și jumătate catolici.
- În 1874 două treimi din populația reformată a trecut la catolicism, ajutați de către episcopul Fogarassy, catolicii au putut cumpăra pământ din la moșia grofului Mikes-Kemény. Doar cei mai puternici au rămas reformați, ei nu au făcut parte din afacerea episcopului.
- În 1876 a aparținut comitatului Szolnok, când din nou s-a format județul Szolnok-Doboka. Din 1867 până in 1918 a aparținut imperiului austro-ungar. Între 1920-1940 a aparținut României-Mari, apoi între 1940-1947 a aparținut Regatului Maghiar. Din 1947 aparține integral României.
- Istoricul detaliat al satului Vița scris de Kádár József în limba maghiară

## Demografie
Componența etnică a satului Vița (2002)
     Maghiari (94,52%)
     Români (5,48%)
Componența confesională a satului Vița (2002)
     Romano-catolici (77,61%)
     Reformați (17,66%)
     Ortodocși (4,72%)

### Etnie
- Populația în anul 1910 era de 1082 locuitori din care: 943 maghiari și 130 români.
- La recensământul din 2002 populația satului Vița era de 402 locuitori, dintre care și-au declarat limba maternă: 380 Maghiară și 22 Română.

### Religie
- La recensământul din 2002 populația satului Vița era de 402 locuitori, dintre care s-au declarat : 312 catolici, 71 reformați și 19 ortodocși.

## Monumente istorice
- Biserica Romano-catolică ce datează din 1885.
- Templul reformat ce datează din secolul al XIV-lea
- Biserica ortodoxǎ construită în anul 1913 pe locul uneia mai vechi care a ars.

## Galerie de imagini

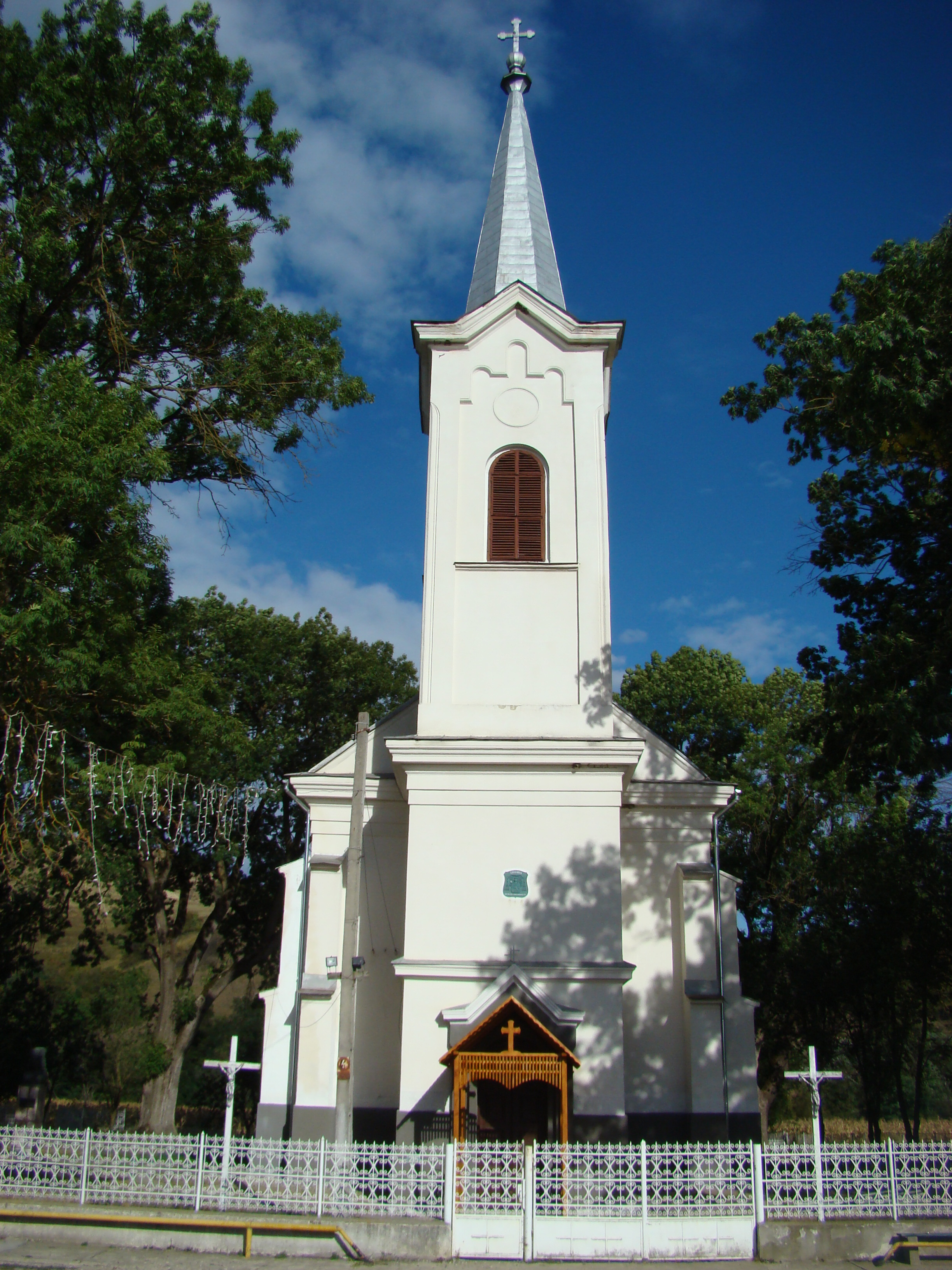
Biserica romano-catolică (1885)
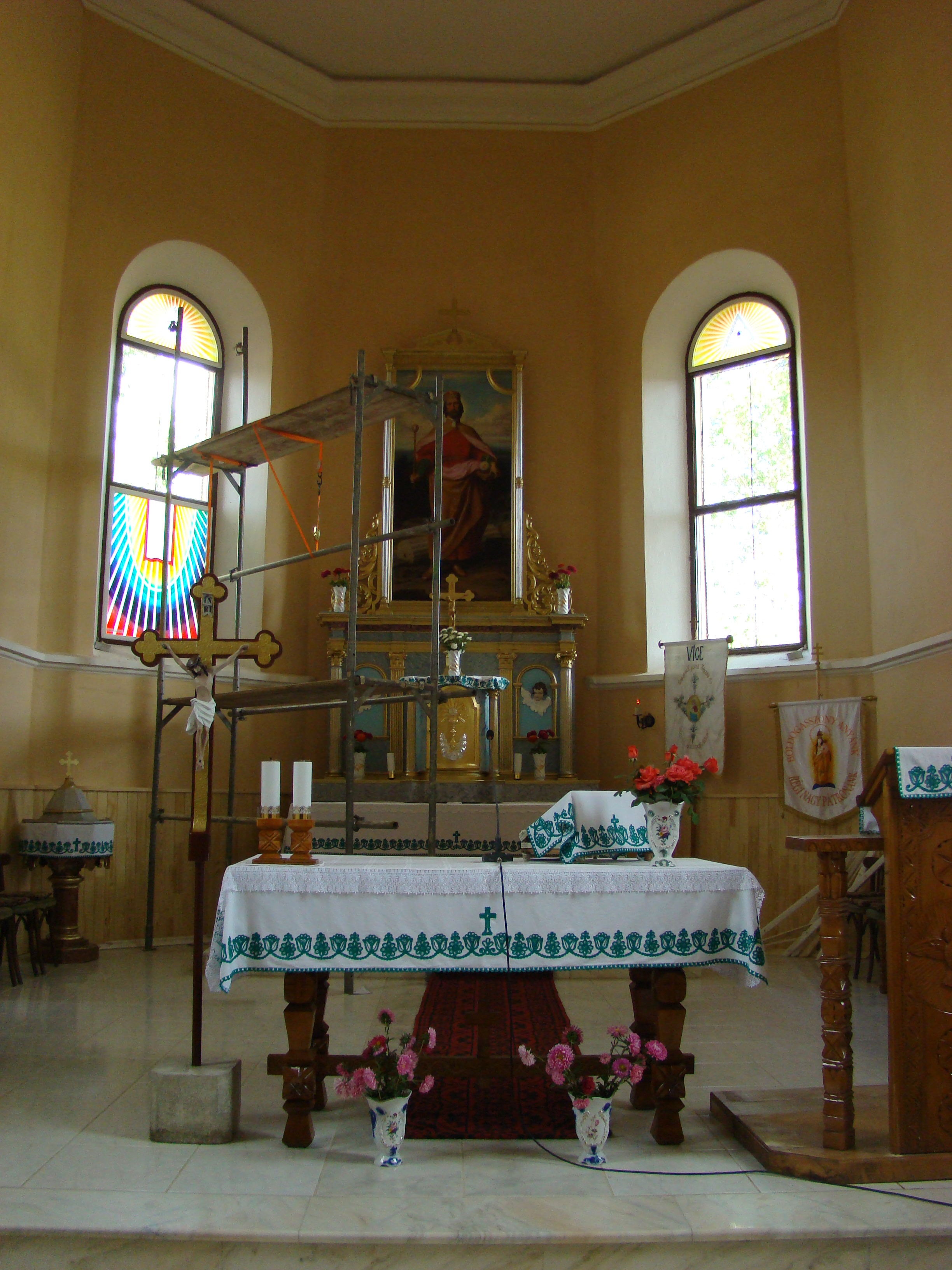
Biserica romano-catolică (interior)
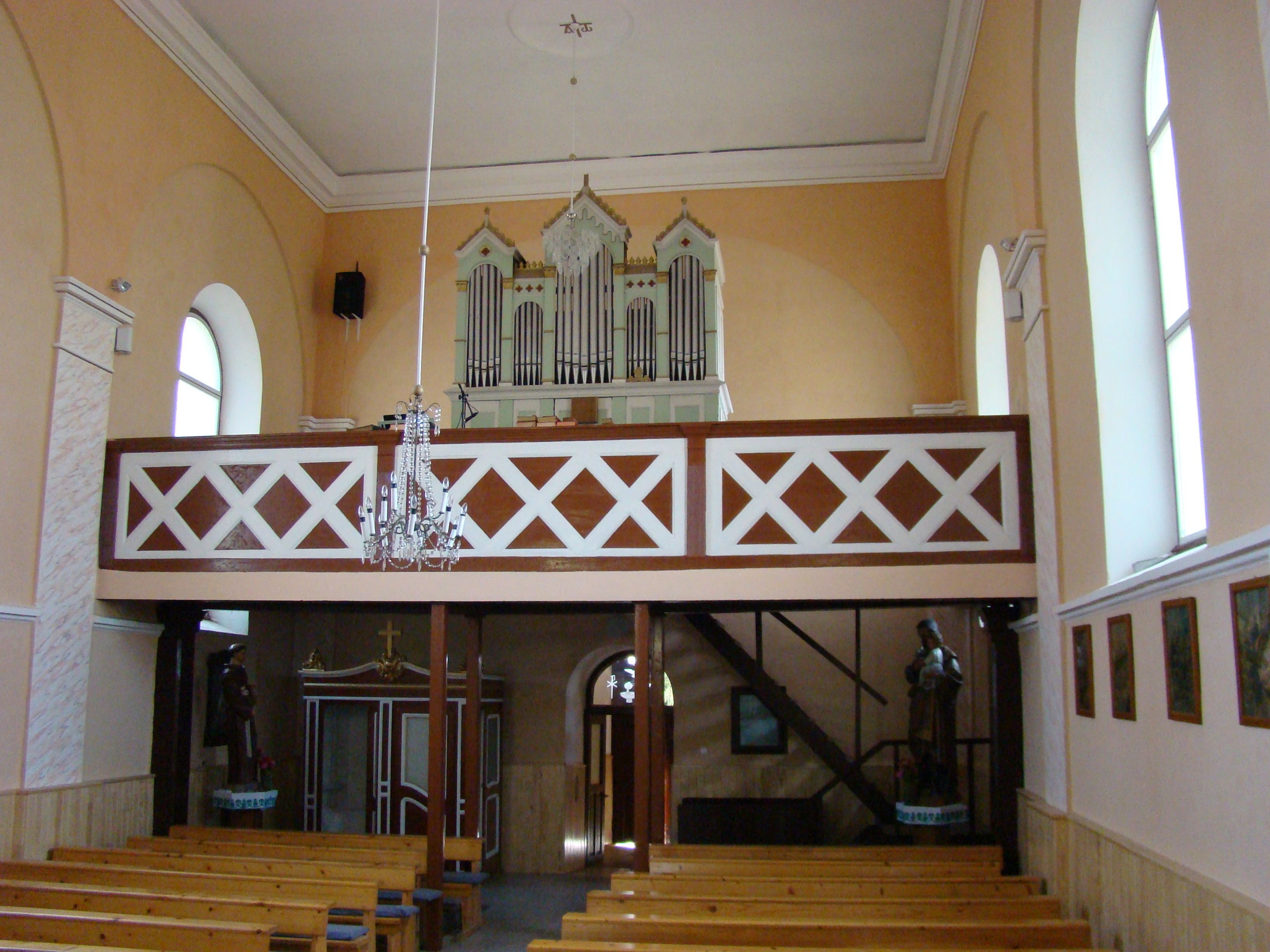
Biserica romano-catolică (interior)
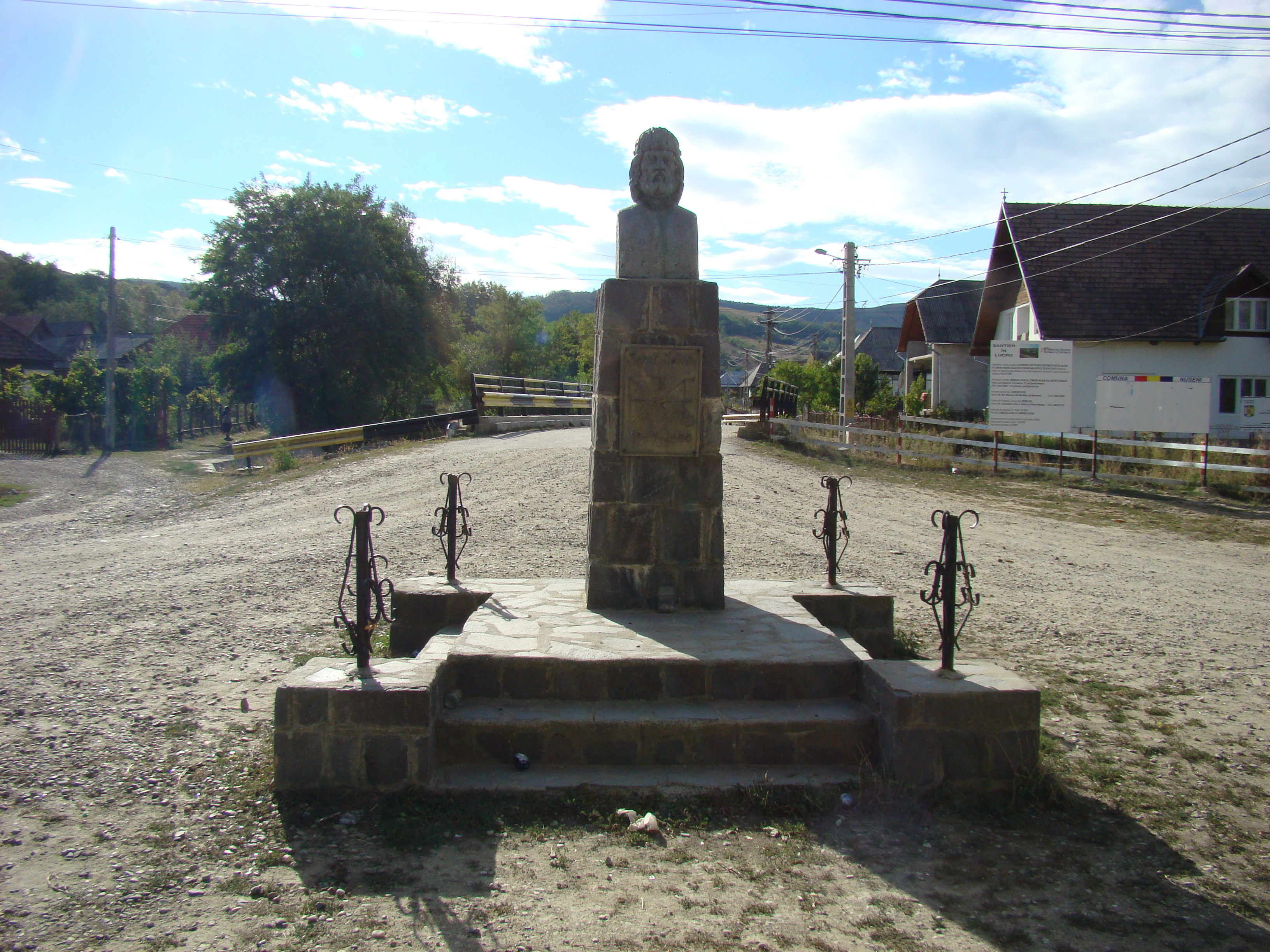
Monumentul închinat Sfântului Ștefan
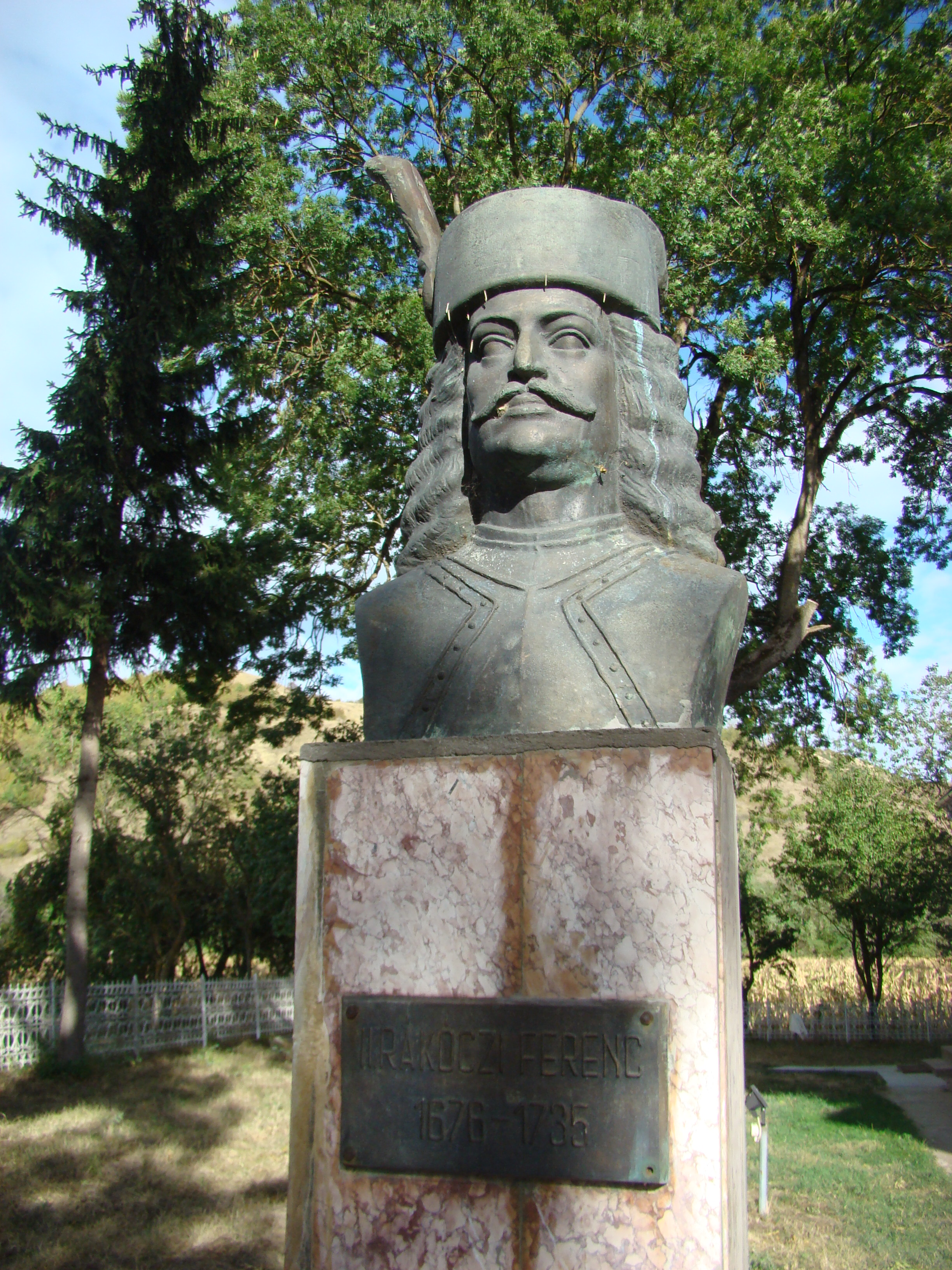
Bustul lui Francisc Rákóczi al II-lea
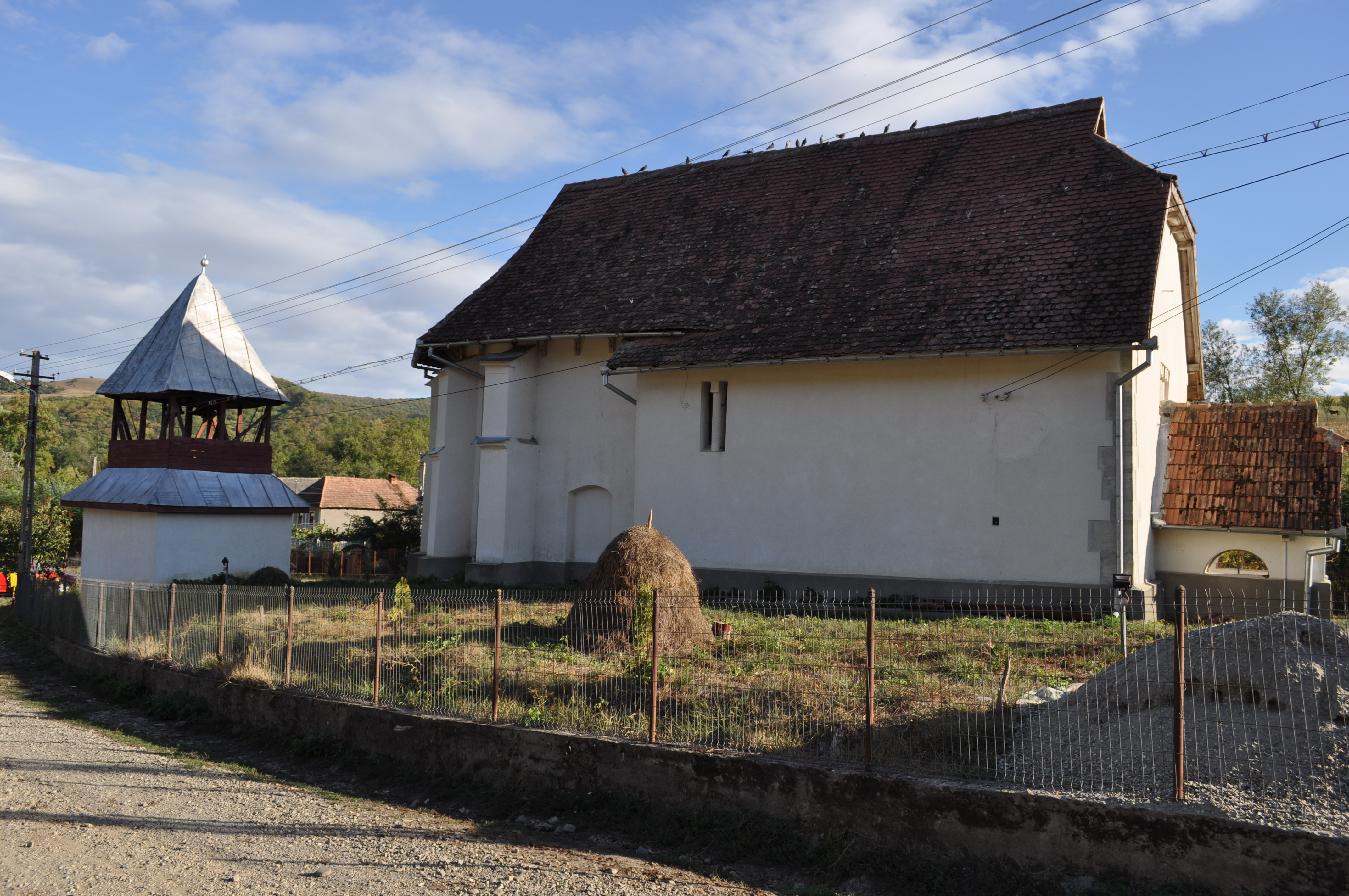
Biserica reformată (monument istoric)
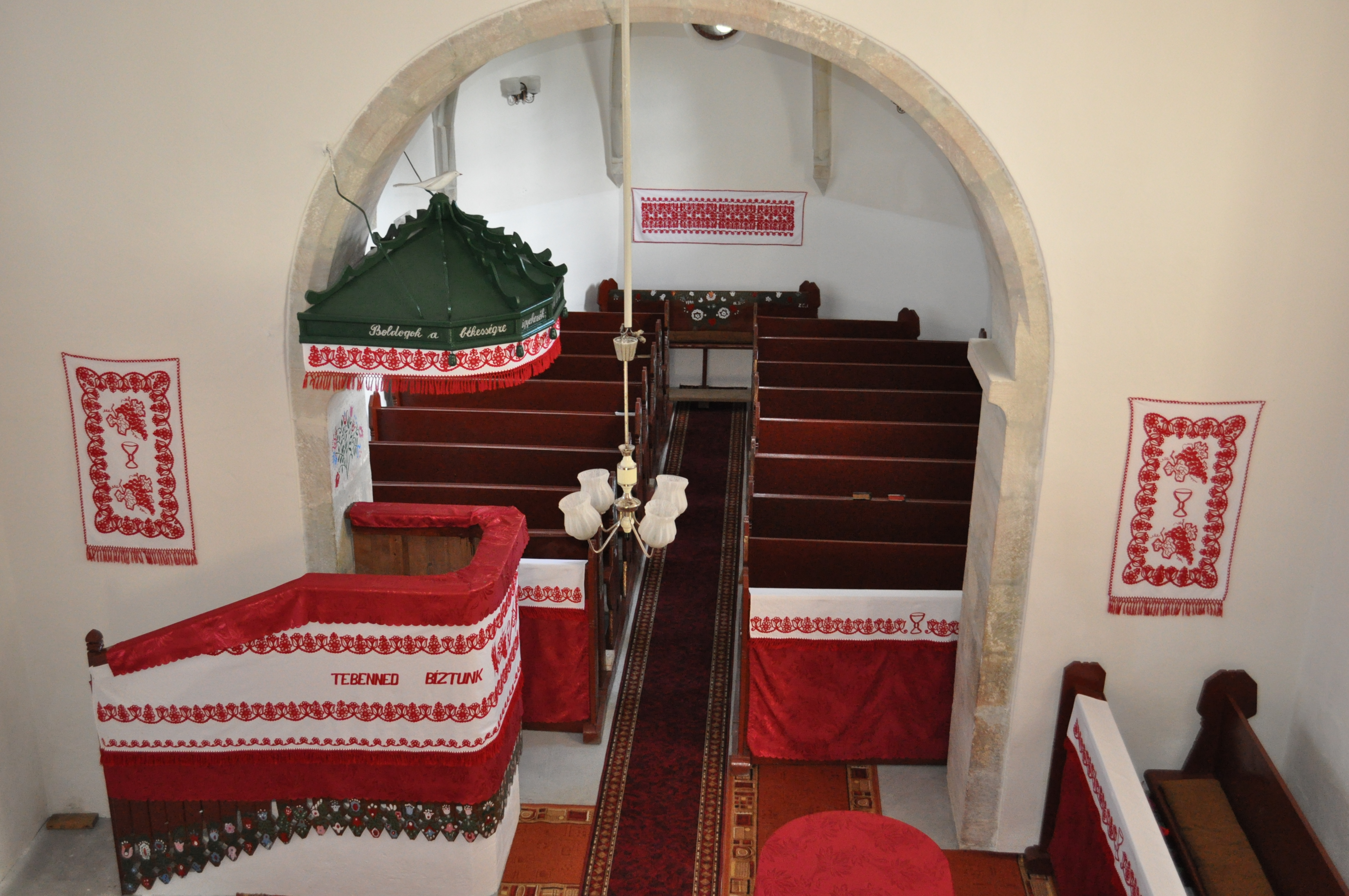
Biserica reformată (interior)
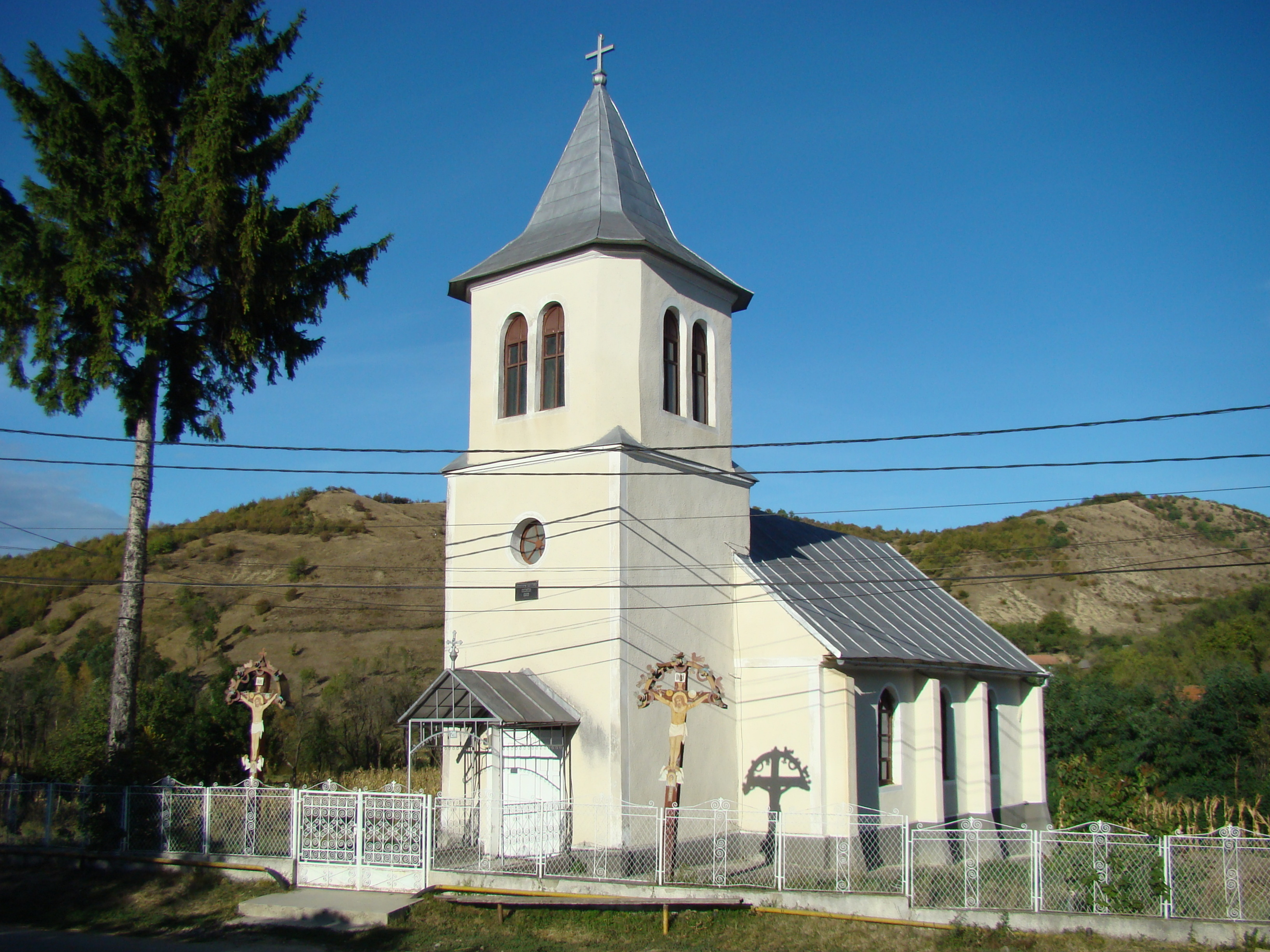
Biserica ortodoxă
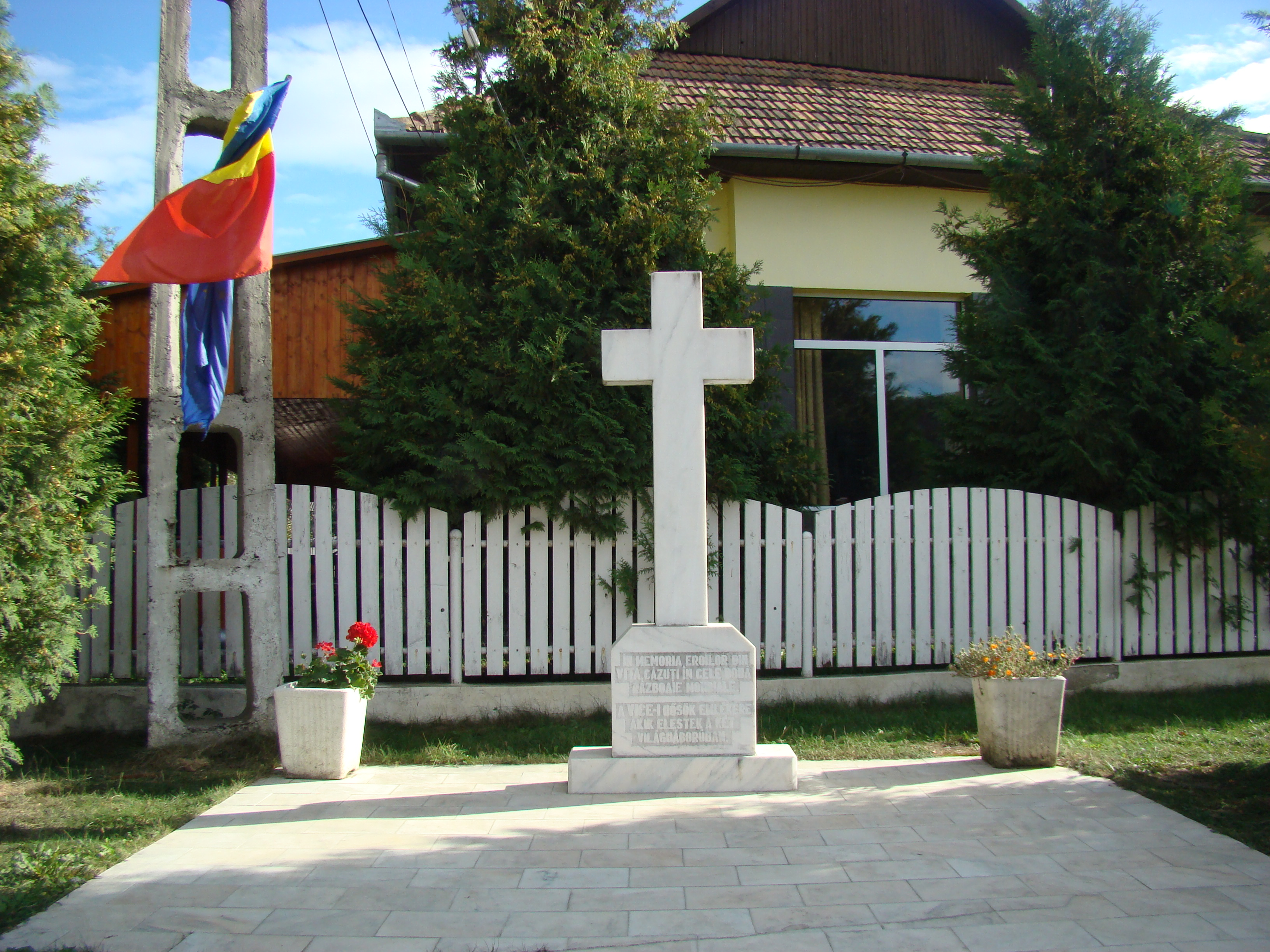
Monumentul Eoilor
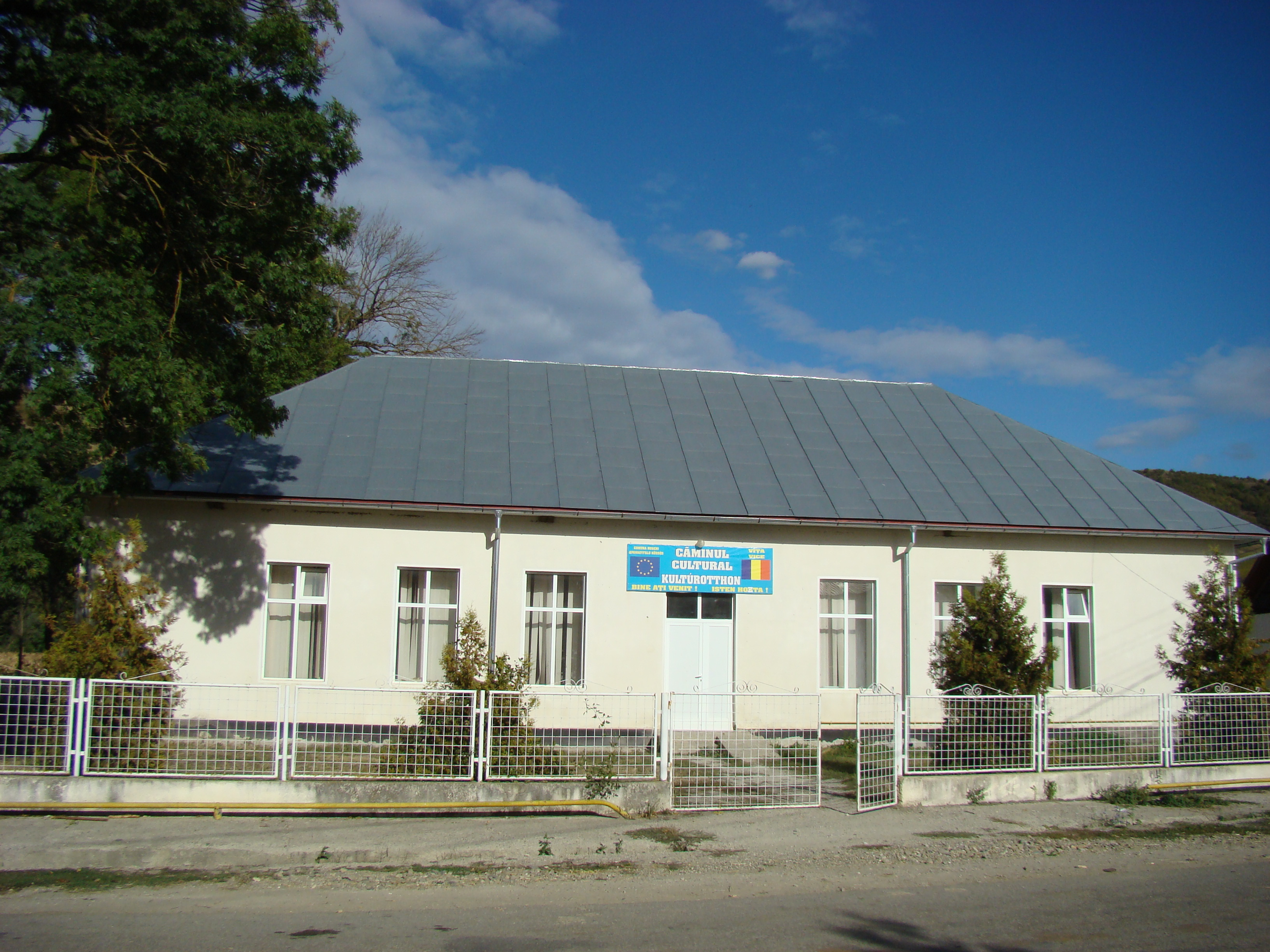
Căminul cultural
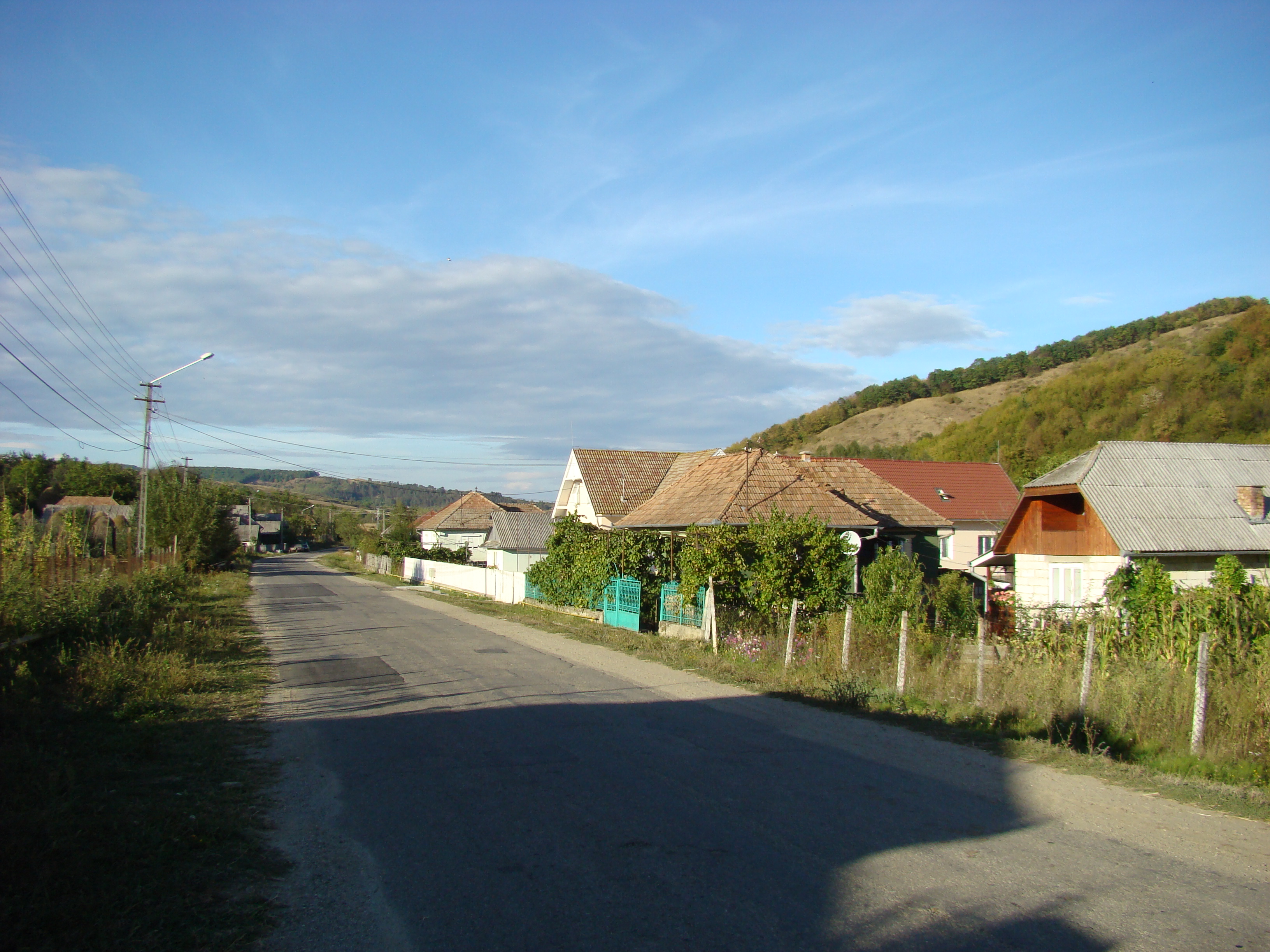
Strada principală
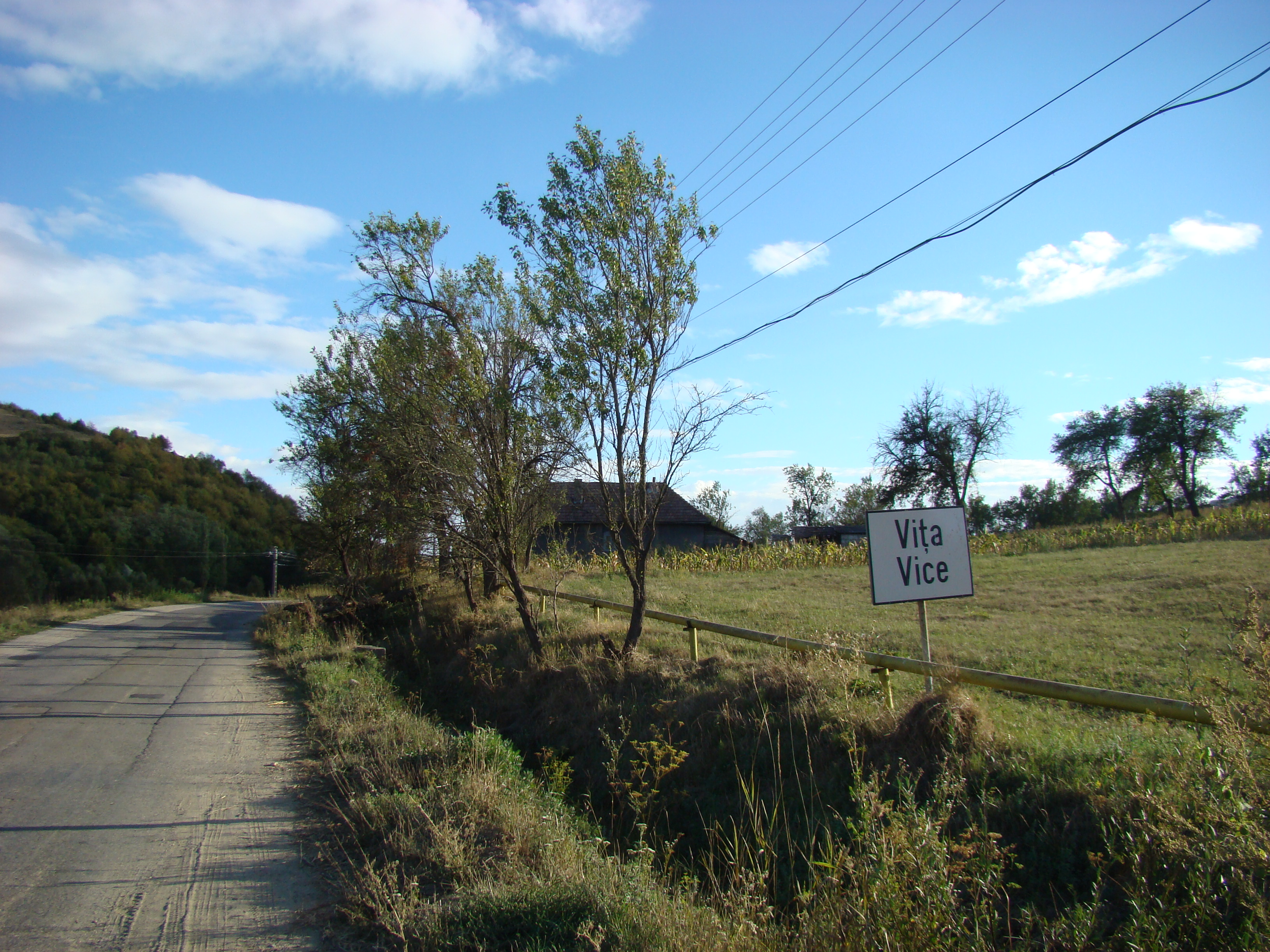
Plăcuța bilingvă de la intrare
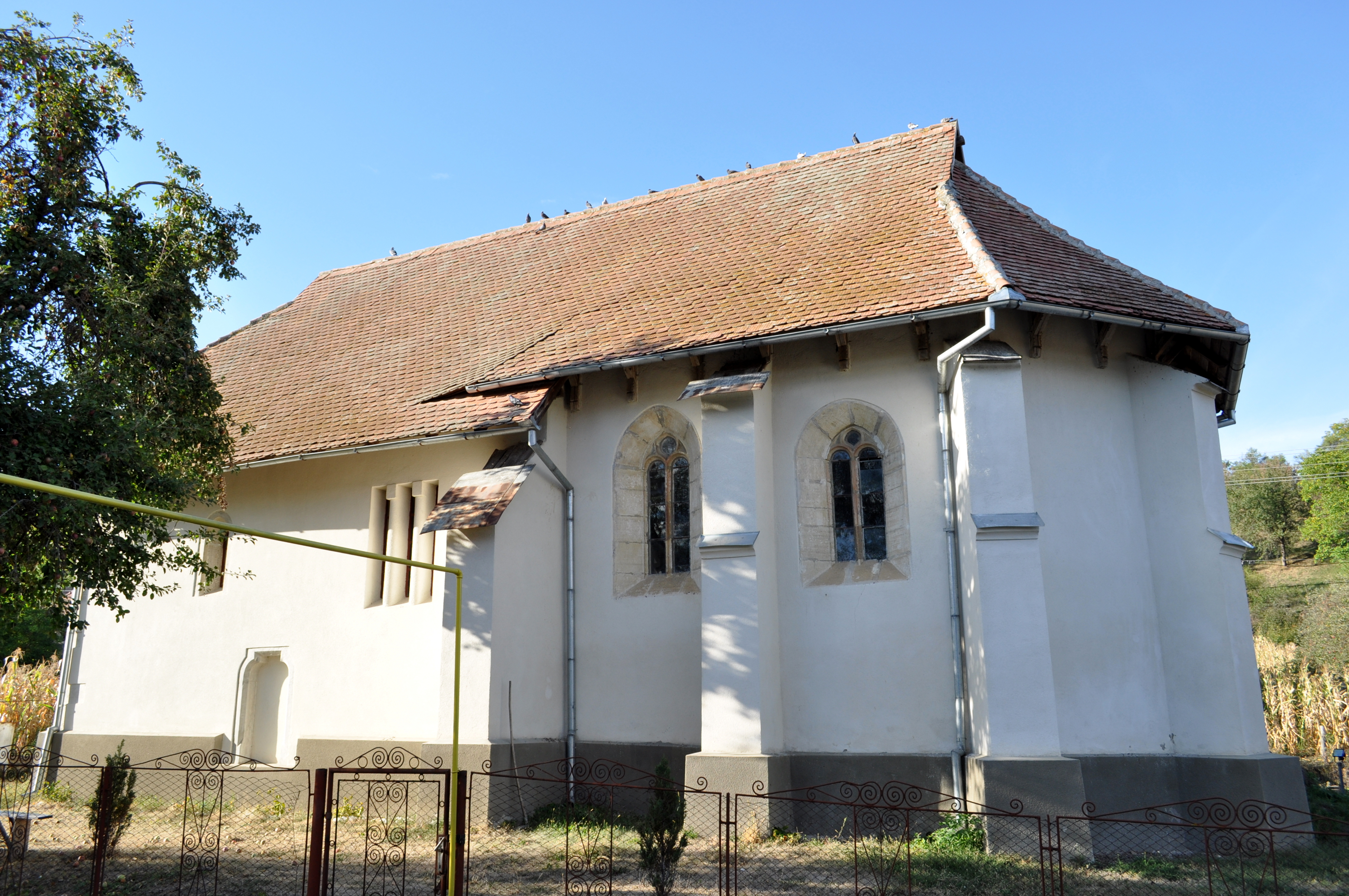
Templul reformat ce datează din secolul al XIV-lea